# راديلكيس الأول من بينيفنتو
راديكليس الأول (توفي 851) كان آمر خزينة وليصبح أمير بينيفينيتو منذ 839، عندما اعتلى العرش بعد اغتيال سيكارد وسجن أخ سيكارد سيكونولف حتى وفاته رغم أن المملكة في عهده انقسمت.